# محمد بن طغج الاخشید
محمد بن طغج الاخشید (عربی: الإخشيد؛ ۸ فوریه ۸۸۲ – ۲۴ ژوئیهٔ ۹۴۶) فرمانده و حاکم ترک‌تبار مصر و بخش‌هایی از شام از سال ۹۳۵ تا ۹۴۶ میلادی بود. وی موسس دودمان آل اخشید بود.